# Prąd znamionowy wyłączalny
Prąd znamionowy wyłączalny (ang. breaking capacity), zdolność wyłączania – największa wartość skuteczna prądu, którą łącznik może wyłączyć w określonych warunkach i szeregu łączeniowym bez powodowania uszkodzeń lub objawów mogących mieć niepożądany wpływ na środowisko lub na wykonywanie przez łącznik wyznaczonych mu funkcji.
Bywa oznaczany jako {\displaystyle I_{Nw}} lub {\displaystyle I_{c}} (ang. rated short-circuit breaking capacity).
Wytwórca powinien podawać dwie wartości prądu znamionowego wyłączalnego charakteryzującego zwarciową zdolność łączenia wyłączników:
- Znamionowy prąd wyłączalny eksploatacyjny {\displaystyle I_{cs}} (ang. rated service short-circuit breaking capacity)
- Znamionowy prąd wyłączalny graniczny {\displaystyle I_{cu}} (ang. rated ultimate short-circuit breaking capacity)

Podane przez wytwórcę wartości obu prądów wyłączalnych powinny pozostawać we wzajemnym stosunku określonym przez normę.